# Alexander Toradze
Alexander Davidovich "Lexo" Toradze (em georgiano:  ალექსანდრე თორაძე; Tiblíssi, 30 de maio de 1952 – South Bend, 11 de maio de 2022) foi um pianista georgiano naturalizado estadunidense, destacado pela interpretação do repertório clássico russo. Ao longo de mais de três décadas de carreira, atuou como solista com algumas das principais orquestras internacionais, incluindo a Filarmônica de Berlim, a Orquestra do Teatro Mariinsky, a Filarmônica de Nova Iorque, a Orquestra de Cleveland e a Filarmônica de Londres. De 1991 a 2017, foi professor de piano na Universidade de Indiana South Bend.

## Primeiros anos
Alexander Toradze nasceu em Tiblíssi, então parte da República Socialista Soviética da Geórgia, filho do compositor David Toradze e de Liana, atriz de cinema e oftalmologista. Iniciou seus estudos musicais aos seis anos, na escola central de música de sua cidade natal, e realizou sua primeira apresentação com orquestra aos nove anos.
Aos dezenove anos, ingressou no Conservatório de Moscou, onde estudou com os pianistas Yakov Zak, Boris Zemliansky e Lev Naumov. Concluiu sua formação na instituição em 1978.

## Carreira
Em 1977, Toradze conquistou a medalha de prata na quinta edição do Concurso Internacional de Piano Van Cliburn, realizada em Fort Worth, no Texas. Na ocasião, a pianista e jurada Lili Kraus descreveu sua apresentação ao jornal The New York Times como "um misto de força e paixão com potencial ilimitado", afirmando que ele utilizava "cada átomo, cada fibra do corpo com o único propósito de viver a música", comparando-o ao pianista Radu Lupu.
Em 1983, durante uma turnê com a Orquestra Sinfônica Bolshoi de Moscou, Toradze solicitou asilo político na embaixada dos Estados Unidos em Madri. A partir de então, passou a residir no país.
Em 1991, Alexander Toradze foi nomeado professor titular de piano (Martin Endowed Professor of Piano) na Universidade de Indiana South Bend (IUSB). A partir da instituição, fundou e coordenou o Toradze Piano Studio, composto por alunos internacionais que participaram ativamente de importantes festivais de música, como os de Salzburgo, White Nights Festival, The Proms em Londres, Festival de Ravínia, Festival de Ruhr, Festival de Edimburgo, Hollywood Bowl, entre outros, incluindo cidades como Roma, Florença, Lisboa, Roterdã e Helsinque.
Como solista, apresentou-se com diversas das principais orquestras internacionais, incluindo a Filarmônica de Berlim, Orquestra do Teatro Mariinsky, Filarmônica da Scala, Maggio Musicale Fiorentino, Orquestra Sinfônica da Rádio Bávara, Filarmônica de São Petersburgo, Orquestra Nacional da França, Orquestra Sinfônica da Cidade de Birmingham, Orquestra Sinfônica de Londres, Filarmônica de Londres, Philharmonia Orchestra e Orquestra Sinfônica NHK do Japão. Também colaborou com filarmônicas da Tchéquia, Hungria, Israel, Polônia e orquestras de rádio de países como Bélgica, Alemanha, Suécia, Finlândia e Itália.
Nos Estados Unidos, atuou com praticamente todas as grandes orquestras do país, como as de Nova Iorque, Boston, Chicago, Cleveland, Filadélfia, Los Angeles, São Francisco, Minnesota, Houston, Detroit, Pittsburgh, Baltimore, Cincinnati, Seattle e Washington, D.C., além das orquestras sinfônicas de Montreal e Toronto.
Toradze trabalhou com regentes de renome internacional, como Vladimir Ashkenazy, Mikko Franck, Valery Gergiev, Paavo Järvi, Vladimir Jurowski, Gianandrea Noseda, Simon Rattle, Esa-Pekka Salonen, Jukka-Pekka Saraste e Klaus Tennstedt.
Era conhecido por orar antes de suas apresentações. Em entrevista ao apresentador de rádio Bruce Duffie, aconselhou jovens pianistas a "não esquecer de rezar a Deus antes de cada apresentação e de dar à alma espaço para respirar. Acreditem no verdadeiro propósito da arte e em ser humano".

## Gravações
Especializado no repertório de compositores russos como Rachmaninoff, Prokofiev, Stravinsky e Tchaikovsky, Toradze gravou para os selos Philips e Angel Records/EMI. Entre seus registros mais notáveis está a gravação, em 1998, dos cinco concertos para piano de Prokofiev, em colaboração com Valery Gergiev e a Orquestra do Teatro Mariinsky, lançada pela Philips. A interpretação do Concerto para piano n.º 3 dessa série foi descrita pela revista International Piano Quarterly como "historicamente a melhor já registrada", entre mais de setenta gravações avaliadas.
Entre outras gravações lançadas pelo selo Angel/EMI, destacam-se Quadros de uma Exposição, de Mussorgsky; a Sétima Sonata para piano, de Prokofiev; Três Cenas de Petrushka, de Stravinsky; além das obras Miroirs e Gaspard de La Nuit, de Ravel.

## Vida pessoal e morte
Entre 1990 e 2002, Alexander Toradze foi casado com a pianista Susan Blake, com quem teve dois filhos, Alex e David.
Em 23 de abril de 2022, durante uma apresentação com a Vancouver Symphony Orchestra USA, em Vancouver, no estado de Washington, sofreu uma insuficiência cardíaca aguda. Faleceu menos de três semanas depois, em 11 de maio de 2022, na cidade de South Bend, Indiana, aos 69 anos.